# Pulmonaire des montagnes
Pulmonaria montana
Espèce
La Pulmonaire des montagnes (Pulmonaria montana) est une espèce de plantes de la famille des Boraginacées.